# 景東イ族自治県
景東イ族自治県（けいとうイぞくじちけん）は中華人民共和国雲南省普洱市に位置する自治県。
県内には景東文廟、金鼎寺などの文化遺産や、国家級自然保護区に認定された無量山自然保護区がある。

## 歴史
1770年（乾隆35年）清朝により景東庁が設置され、1913年に景東県に改編された。1985年12月20日に民族自治県となり現在に至る。

## 行政区画
| 区分 | 数 | 名称                                                  |
| ---- | -- | ----------------------------------------------------- |
| 鎮   | 10 | 錦屏 文井 漫湾 大朝山東 花山 大街 太忠 文竜 安定 景福 |
| 郷   | 3  | 竜街 林街 曼等                                        |

## 交通

### 道路
- 国道
  - G214国道